# خالد العسكري
خالد العسكري؛ مواليد 20 مارس 1981 في ميسور، المغرب، هو لاعب كرة قدم مغربي يلعب لنادي الدفاع الحسني الجديدي كحارس مرمى. بدأ مسيرته الرياضية عام 1992.

## مسيرته
كانت بدايات خالد العسكري بمسقط رأسه بمدينة ميسور، بفريق مولودية ميسور قبل أن ينضم في 1998 لنادي الجيش الملكي. في 9 شتنبر 2010، انعطفت مسيرته الرياضية إثر خطأ جسيم ارتكبه أثناء الضربات الترجيحية لمقابلة سدس عشر كأس العرش لموسم 2009/2010 أمام المغرب الفاسي، حيث احتفل بصده لإحدى ضربات الجزاء بمغادرة المرمى و تحية جمهور فريقه، دون الانتباه للمسار الخادع للكرة، التي دخلت ببطء إلى المرمى. خلقت هذه اللقطة ضجة إعلامية كبيرة على المستويين المغربي و العالمي، و أضحت مادة للتندر الإعلامي لطابعها الغير مسبوق. أسبوعين بعد هذا الموقف الصعب، ارتكب العسكري خطأ جسيما آخر خلال مقابلة بطولة 2010/2011 ضد النادي القنيطري، عندما فشل في مراوغة المهاجم بلال بيات، الذي سلب منه الكرة ليسجل هدف فوز فريقه في تلك المباراة. أدى ذلك الخطأ إلى انهيار اللاعب نفسيا و إلى مغادرته المفابلة متوجها نحو مستودع الملابس، حيث أعلن إثر ذلك اعتزاله نهائيا كرة القدم، لعدم قدرته على تحمل الضغط النفسي و انتقادات الصحافتين الوطنية و العالمية، و التي تضخمت بفعل المدة القصيرة التي فصلت بين الزلتين المذكورتين.

رغم ذلك، و خلال فترة اعتزاله العابرة، لاقى العسكري تضامنا كبيرا و دعما نفسيا من قبل جمهور و مسيري نادي الجيش الملكي، إضافة إلى تضامن حراس مرموقين معه من قبيل الإيطالي جيانلويجي بوفون. استطاع بفضل ذلك أن يعود إلى الممارسة في يوليوز 2011، حيث أعاره نادي الجيش الملكي إلى شباب الريف الحسيمي، فبل أن ينتقل في فترة الانتقالات الشتوية (يناير 2012) إلى نادي الرجاء البيضاوي. رفقة الرجاء، أثبت العسكري رسميته و تمكن من الظفر بأولى ألقابه، حيث فاز بكأس العرش 2012 و بلقب بطولة الدوري الاحترافي 2012/2013.

في 2013، تألق رفقة الرجاء في منافسات كأس العالم للأندية، ببلوغه النهائي، و فوزه بجائزة أحسن لاعب في مقابلة فريقه ضد نادي مونتيري المكسيكي.

رفقة منتخب المغرب لكرة القدم للمحليين، أحسن إنجاز للعسكري هو لقب كأس العرب 2012 الذي فاز به في السعودية، تحت إمرة المدرب إيريك غيريتس.

## الجوائز والإنجازات

### الإنجازات مع النادي أو المنتخب
| النادي أو المنتخب     | البطولة                            | مرات الفوز | الأعوام أو المواسم |
| --------------------- | ---------------------------------- | ---------- | ------------------ |
| الجيش الملكي          | كأس الاتحاد الإفريقي               | 1          | 2005               |
| الجيش الملكي          | كأس العرش                          | 1          | 2009               |
| منتخب المغرب للمحليين | كأس العرب                          | 1          | 2012               |
| نادي الرجاء الرياضي   | الدوري المغربي للمحترفين           | 1          | 2013               |
| نادي الرجاء الرياضي   | كأس العرش                          | 1          | 2012               |
| نادي الرجاء الرياضي   | وصيف بطولة كأس العالم للأندية 2013 | 1          | 2013               |

## وصلات خارجية
- خالد العسكري على موقع الاتحاد الدولي (مؤرشف)  (الإنجليزية)
- خالد العسكري على موقع قاعدة بيانات كرة القدم.إي يو (الإنجليزية)
- خالد العسكري على موقع ناشيونال فوتبول تيمز (الإنجليزية)
- خالد العسكري على موقع Soccerway.com (الإنجليزية)

فيديو من موقع يوتيوب يوثق للخطأين الذين أديا إلى اعتزال العسكري في 2010